# Nofret
Nofret era una noble que visqué en l'antic Egipte durant la IV dinastia. Nefert significa 'La Bella'. Nofret és també coneguda com a Nefert o Neferet.

## Biografia
Els pares de Nofret són desconeguts; es casà amb el príncep Rahotep, fill del faraó Snefru. Tingueren tres filles i tres fills: Djedi, Itu, Neferkau, Mereret, Nedjemib i Sethtet.

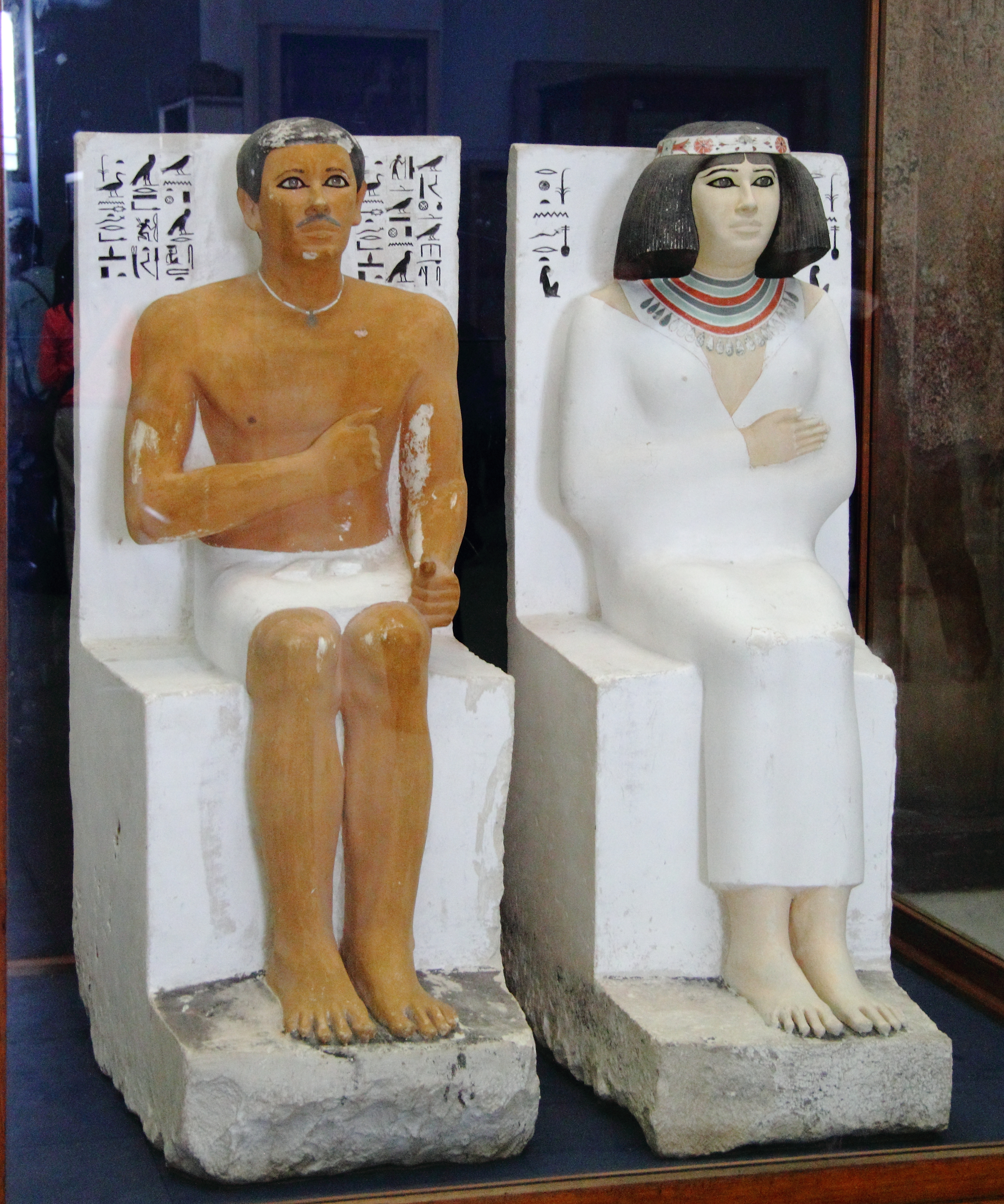
Les dues estàtues sedents dels consorts Ra-hotep i Nofret

Nofret fou enterrada amb el seu marit en la mastaba 16 de Meidum. Al 1871 Daninos hi descobrí les belles estàtues sedents policromades de Rahotep i Nofret. Nofret apareix amb una perruca negra i el rostre molt clar. Els seus títols escrits en jeroglífics al respatller de la seua cadira la nomenen "Coneguda del rei". Les estàtues es troben ara al Museu Egipci del Caire. La mastaba de la parella tenia dues cambres funeràries i dues capelles de culte. La capella de culte del sud pertanyia a Rahotep, la del nord a Nofret. Ací apareix en una llosa amb Rahotep asseguts davant d'una taula d'ofrena. La inscripció sobre l'escena proporciona un segon títol per a ella: miteret (de significat actualment desconegut).

## Les dues estàtues de Nofret i Rahotep
L'estàtua del príncep Rahotep té 1,22 cm d'alçada i sis columnes de text que informen dels seus títols i deures, amb les columnes tres i sis, cadascuna acaba amb el seu nom, Ra-Hotep. Nofret, amb 1, 21 m, està envoltada de texts idèntics, una columna a la dreta i l'altra a l'esquerra. El seu nom n'apareix a la part inferior. El seu nom complet és "Nsw-r(kh)-t, Nfr-t". El darrer, nfr-t significa 'dona bella' (la t simbolitzada amb el pa indica el gènere femení); nsw-r(kh)-t, significa 'Coneguda del rei'. Curiosament, el seu físic és descrit amb ulls blaus, rars en les obres d'art egípcies, que quasi sempre retraten als egipcis amb ulls foscs; és possible que fora berber ja que el seu aspecte s'assembla molt a com els antics egipcis retrataven els libis en pintures i relleus.

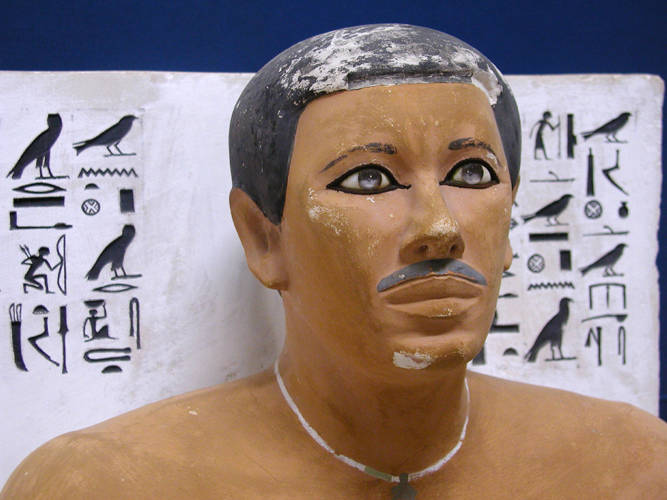
El rostre de l'estàtua del príncep Rahotep duu bigot, només trobat en retrats d'aquesta època perquè els egipcis portaven tradicionalment el rostre afaitat, tret de la pereta faraònica o la sotabarba dels temps predinàstics